# هارتسفيل
هارتسفيل (كارولاينا الجنوبية) (بالإنجليزية: Hartsville, South Carolina)‏ هي مدينة تقع في الولايات المتحدة في مقاطعة دارلينجتون. يقدر عدد سكانها بـ 7,764 نسمة ومساحتها 13.0 كم2 وترتفع عن سطح البحر 66 متر.

## التركيبة السكانية
حدّد مكتب تعداد الولايات المتحدة بيانات التركيبة السكانية لهارتسفيل في تعداد الولايات المتحدة. في ما يلي، التركيبة السكانية حسب تعدادي 2000 و2010.

### تعداد عام 2000
بلغ عدد سكان هارتسفيل 7,556 نسمة بحسب تعداد عام 2000، وبلغ عدد الأسر 3,044 أسرة وعدد العائلات 1,937 عائلة مقيمة في المدينة. في حين سجلت الكثافة السكانية 456.6 نسمة لكل كيلومتر مربع (1,182.6/ميل2). وبلغ عدد الوحدات السكنية 3,499 وحدة بمتوسط كثافة قدره 211.4 لكل كيلومتر مربع (547.5/ميل2).
وتوزع التركيب العرقي للمدينة بنسبة 56% من البيض و42.47% من الأمريكيين الأفارقة و0.09% من الأمريكيين الأصليين و0.62% من الأمريكيين ذوي الأصول الآسيوية و0.03% من سكان جزر المحيط الهادئ و0.19% من الأعراق الأخرى و0.61% من عرقين مختلطين أو أكثر و0.83% من الهسبانيون أو اللاتينيون من أي عرق.
بلغ عدد الأسر 3,044 أسرة كانت نسبة 33.1% منها لديها أطفال تحت سن الثامنة عشر تعيش معهم، وبلغت نسبة الأزواج القاطنين مع بعضهم البعض 37.6% من أصل المجموع الكلي للأسر، ونسبة 22.5% من الأسر كان لديها معيلات من الإناث دون وجود شريك،  بينما كانت نسبة 3.6% من الأسر لديها معيلون من الذكور دون وجود شريكة وكانت نسبة 36.4% من غير العائلات. تألفت نسبة 33.5% من أصل جميع الأسر من عدة أفراد يعيشون في نفس المنزل ونسبة 15.2% كانت تتألف من شخص يعيش بمفرده يبلغ من العمر 65 عاماً أو أكثر. وبلغ متوسط حجم الأسرة المعيشية 2.32، أما متوسط حجم العائلات فبلغ 2.97.
بلغ العمر الوسطي للسكان 37.2 عاماً. وكانت نسبة 24.7% من القاطنين تحت سن الثامنة عشر، وكانت نسبة 7.6% بين الثامنة عشر والرابعة والعشرين عاماً، ونسبة 23.9% كانت واقعةً في الفئة العمرية ما بين الخامسة والعشرين والرابعة والأربعين عاماً، ونسبة 20.8% كانت ما بين الخامسة والأربعين والرابعة والستين، ونسبة 16.5% كانت ضمن فئة الخامسة والستين عاماً فما فوق. يوجد لكل 100 أنثى 79.2 ذكر، ويوجد لكل 100 أنثى في الثامنة عشر من عمرها فما فوق 72.5 ذكر.
بلغ متوسط دخل الأسرة في المدينة 26,063 دولارًا، أما متوسط دخل العائلة فبلغ 38,877 دولارًا. وكان متوسط دخل الذكور 42,295 دولارًا مقابل 22,583 دولارًا للإناث. وسجل دخل الفرد الخاص بالمدينة 19,318 دولارًا. وكانت نسبة 21.6% من العائلات ونسبة 25.8% من السكان تحت خط الفقر، وكان من هؤلاء نسبة 34.9% تحت سن الثامنة عشر ونسبة 21.7% في الخامسة والستين من العمر وما فوق.

### تعداد عام 2010
بلغ عدد سكان هارتسفيل 7,764 نسمة بحسب تعداد عام 2010، وبلغ عدد الأسر 3,081 أسرة وعدد العائلات 1,893 عائلة مقيمة في المدينة. في حين سجلت الكثافة السكانية 469.1 نسمة لكل كيلومتر مربع (1,215.0/ميل2). وبلغ عدد الوحدات السكنية 3,704 وحدة بمتوسط كثافة قدره 223.8 لكل كيلومتر مربع (579.6/ميل2).
وتوزع التركيب العرقي للمدينة بنسبة 51% من البيض و46.34% من الأمريكيين الأفارقة و0.22% من الأمريكيين الأصليين و0.82% من الأمريكيين ذوي الأصول الآسيوية و0.05% من سكان جزر المحيط الهادئ و0.53% من الأعراق الأخرى و1.03% من عرقين مختلطين أو أكثر و1.46% من الهسبانيون أو اللاتينيون من أي عرق.
بلغ عدد الأسر 3,081 أسرة كانت نسبة 32.1% منها لديها أطفال تحت سن الثامنة عشر تعيش معهم، وبلغت نسبة الأزواج القاطنين مع بعضهم البعض 32.8% من أصل المجموع الكلي للأسر، ونسبة 25% من الأسر كان لديها معيلات من الإناث دون وجود شريك،  بينما كانت نسبة 3.6% من الأسر لديها معيلون من الذكور دون وجود شريكة وكانت نسبة 38.6% من غير العائلات. تألفت نسبة 34.3% من أصل جميع الأسر من عدة أفراد يعيشون في نفس المنزل ونسبة 15.4% كانت تتألف من شخص يعيش بمفرده يبلغ من العمر 65 عاماً أو أكثر. وبلغ متوسط حجم الأسرة المعيشية 2.32، أما متوسط حجم العائلات فبلغ 3.00.
بلغ العمر الوسطي للسكان 36.7 عاماً. وكانت نسبة 24.3% من القاطنين تحت سن الثامنة عشر، وكانت نسبة 13.6% بين الثامنة عشر والرابعة والعشرين عاماً، ونسبة 21.4% كانت واقعةً في الفئة العمرية ما بين الخامسة والعشرين والرابعة والأربعين عاماً، ونسبة 24.5% كانت ما بين الخامسة والأربعين والرابعة والستين، ونسبة 16.2% كانت ضمن فئة الخامسة والستين عاماً فما فوق. وتوزع التركيب الجنسي للسكان بنسبة 44.4% ذكور و55.6% إناث.

## أعلام
- تشاد دوسن
- تيرانس هيرنغتون
- جيم كامبل
- شانون جونسون
- رودريك بلاكني